# Aymará
Aymara je velika grupa južnoameričkih Indijanaca u području središnjih Anda u Peruu i Boliviji. Aymare govore ajmarski jezik (porodice Aymaran, koja po nekima čini dio još veće porodice Quechumaran). Aymare su locirani uglavnom na bolivijskom i peruanskom altiplanu, najviše oko jezera Titicaca. Greenberg ova plemena jezično klasificira zajedno s Quechua Indijancima kao posebnu granu nekih mega-porodica 'Andean Stock' i 'Andean Equatorial Phylum', trpajući u njih grupe kao što su Alacaluf, Tehuelche, Záparo Indijance, Cahuapana, Catacáo, Hibito, Colán, Sec i Leco. Ova su plemena toliko različita po samom svome izgledu, kulturi i mentalitetu da to postaje besmisleno. Njegova klasifikacija ipak nije priznata. Danas se Velika porodica Quechumaran dijeli na dvije porodice to su Aymara i Quechua.  

## Plemena
Plemena koja su pripadala Aymarama u kolonijalno doba bila su:
- Cabana-Condes, Peru.
- Cana (pl. Canas). -u departmanu Cuzco, rijeke Tinta y Ayaviri, kečuanizirani.
- Canchi, nestali, u dolini valle del Vilcanota (Cuzco).
- Canta,  Peru.
- Cara-caras, Bolivija.
- Caranga, provincia Oruro (Bolivia), río Desaguadero,  lago Coipasa;
- Carumas, Peru.
- Charca, Bolivija. provincia Oruro,  sjeveroistočno od lago Poopó. Grad Sucre utemeljen je oko 1539. na mjestu sela Charca Indijanaca. Preživjele su mnoge crkve iz kolonijalnog perioda. 1809. tu se zbio bolivijski ustanak protiv Španjolaca.
- Chichas, Bolivija.
- Chumbivilcas, Peru, (departman Cuzco).
- Colla, njihov dijalekt je nestao, kečuanizirani su, živjeli su na río Ramis (Cuzco).
- Collagua, río Colea, departaman Arequipa (Perú).
- Collahuaya, Oni su možda grupa Puquina, vidi.
- Condes, Peru.
- Cotabambas,  Peru.
- Larecaja.- jezik La Paz (Bolivia),
- Lipes, Bolivija.
- Lucanas, Peru.
- Lupaca, lago Titicaca,
- Omasuyo (Umasuya), Bolivija, provincija La Paz, istočno od lago Titicaca.
- Pacajes, Bolivija.
- Pacasa, río Desaguadero i lago Callapa, provincija La Paz.
- Paria.- jezik, Bolivija.
- Parinacochas, Peru.
- Quillaca, Quilacas-Asanaques, Bolivija. Oruro, jugoistočno od jezera Poopó.
- Sicasica, jezik, Bolivija.
- Soras, Bolivija. postoji i grupa Soras u Peruu, ne pripadaju Aymarama.
- Soropalca.- jezik, Potosí (Bolivia),
- Ubina, Peru, río Tambo, departaman Arequipa.
- Yanahuaras, Peru.
- Yauyos, Peru.

Danas porodicu Aymara zastupaju grupe Kawki i Aymara
- Aymaraes, Peru.
- Cauqui (Kawkis) i Jaqi. – sela Tupe(Jaqi), Cachuy (Kawki) i Huantan, departaman Yauyos (Perú); Kawki su uveliko hispanizirani, ipak još možda desetak osoba govori ovaj jezik.

Brinton i Loukotka porodici uključuju sljedeće jezike i dijalekte: canas, canchis, carangas, charcas, collas ili collaguas (dva su plemena i dva jezika), lupacas, pacasas i quillaguas, u području Cuzca,  jezera Titicaca i rijeke Huallaga. Pripadaju joj također i larecaja, colla, collagua, chumbivilca, ubina, omasuyo, soropalca, boliviano i cauqui.

## Život i običaji
Aymare su obrađivači zemlje i uzgajivači ljama. Krumpir je njihova najvažnija uzgojena biljka. Postoji preko 200 imenovanih varijeteta, većinom priređuju smrznute osušene kriške krumpira poznate kao chuñu. Uzgajaju 10 varijeteta Oxalis tuberose i 5 Ullucus tuberosusa, 6 vrsta kukuruza (Zea mais). Bilo je još biljaka koje su Aymare uzgajali, 'kañawa' (Chenopodium spp.) i druge. Stada ljama i alpaka posao su za žene i djecu. Ljame se koriste za nošenje tereta, njihovo meso rijetko se jelo, tada kao 'charqui' ('jerky'). Alpaka se držala zbog fine vune od koje Aymare proizvode vlastitu odjeću. Muškarce ovih Indijanaca lako odmah prepoznamo po kapama s poklopcima za uši.
Ribarstvo je također prisutno kod Aymara. Oni izrađuju plovila poznata kao 'balsa' izrađena od trske-totora iz kojih love ribu, služe se dubinskim mrežama, mrežama na povlačenje i ogradama u vodi, u koju riba treba prvo ući. 
Deformacija lubanje u spektakularni oblik poznat kao 'sugar-loaf' vršila se nad malenom djecom.
Kuće Aymara su jedno-prostorne, 8 do 10 stopa (2,5 s 3 metra), u blizini vrata uvijek se nalazi peć od gline. 
Socijalna jedinica je muškarac sa svojom braćom, njihovim ženema i neudanim kćerima ,to su takozvane 'proširene obitelji'. Patrilinearni 'ayllu', u španjolskom prijevodu 'comunidad', politička je jedinica koja se sastoji od više proširenih obitelji. Oni su vlasnici zemljišta.

## Povijest
Prethodno su Aymare dok nisu došli pod vlast države Inca 1430., bili organizirani u više nezavisnih država, svaka je govorila vlastitim dijalektom. Glavne su im države bile Colla i Lupaca. Nakon osvajanja zemlja Aymara postaje dio carstva Inca. Španjolsko osvajanje počinje 1535., njime dolaze i dominikanski i isusovački franjevci i počinje pokrštavanje Indijanaca. Indijanska pobuna počinje 1780. tokom koje su ubili brojne Španjolce. Pobuna traje sve do proklamacije peruanske nezavisnosti od španjolske, to jest 1821.
Aymare prolaze više stadija akulturacije, prvu pod vlasti Inca, drugu pod španjolskom vlasti, i na koncu onu doba modernizacije. Tragovi ovih akulturacija vide se u suvremenim Aymarama koji su od svake ponešto sačuvali. To se vidi u njihovoj religiji, oni su katolici ali su sačuvali i vjeru u šamane i duhove. Njihova odjeća kopija je ranih španjolskih kolonijalnih modela. Nepovjerenje prema bijelcima ostalo je do danas, drže se na distanci.

## Aymara danas
Aymara danas žive u Boliviji i Peru, i nešto u Čileu, čine uglavnom ruralno stanovništvo. Tri su glavne grupe Aymara (Aymaraes), Kawki i Jaqi koji govore jezikom jaqaru, ovi posljednji, barem što se tiče jezika gotovo su nestali. Svih zajedno ima ih preko 2,000,000.

## Vanjske poveznice
- Aymara
- Pueblo Aymara  Arhivirana inačica izvorne stranice od 6. travnja 2006. (Wayback Machine)
- Aymara